# Berenicornis
Berenicornis is een monotypisch geslacht van vogels uit de familie neushoornvogels (Bucerotidae):
- Berenicornis comatus – Langkuifneushoornvogel